# Sandra Felgueiras
Sandra Felgueiras (Porto, Março de 1977) é uma jornalista portuguesa. 

## Carreira
Felgueiras trabalha na TVI/CNN Portugal. Já trabalhou para a Cofina Media, na direção da revista Sábado, e para a RTP, onde esteve cerca de 21 anos, dos quais durante 9 anos foi responsável por coordenar e apresentar o programa de investigação Sexta às 9, na RTP1.
Estagiou na SIC e no Expresso (em 1999) e teve uma curta experiência na Barcelona Television, em Espanha, em 1998, e é formada em Comunicação Social na Universidade Nova de Lisboa. O seu primeiro grande caso mediático foi aquando do desaparecimento da menina inglesa Madeleine (Maddie) McCann em 2010, no qual entrevistou os pais da criança; recentemente, participou no documentário da Netflix sobre o caso. Após uma carreira de 21 anos na RTP, a sua saída esteve envolta em polémica, após o programa Sexta às 9 ter sido cancelado pela direção de informação da estação televisiva. Em 2022, inaugurou também o programa Investigação SÁBADO, transmitido na CMTV. No mesmo ano de 2022, abandona a CMTV e ingressa na TVI/CNN Portugal, onde atualmente é uma das apresentadoras do Jornal Nacional e da rubrica de investigação jornalística Exclusivo.
Felgueiras foi considerada pela revista Executiva a 20.ª mulher mais influente de Portugal em 2021.

## Programas
| Ano           | Programa                              | Obs.          | Canal   |
| ------------- | ------------------------------------- | ------------- | ------- |
| 2006-2009     | Em Reportagem                         | Repórter      | RTP1    |
| 2007 - 2008   | Avenida Europa                        | Repórter      | RTP1    |
| 2011-2013     | Hoje                                  | Pivot         | RTP2    |
| 2012-2019     | Sexta às 9                            | Apresentadora | RTP1    |
| 2019          | O Desaparecimento de Madeleine McCann | Convidada     | Netflix |
| 2022          | Investigação SÁBADO                   | Apresentadora | CMTV    |
| 2022-2023     | Jornal das 8                          | Pivot         | TVI     |
| 2022-presente | Exclusivo com Sandra Felgueiras       | Apresentadora | TVI     |
| 2023-presente | Jornal Nacional                       | Pivot         | TVI     |

## Prémios
Troféus de Televisão TV 7 Dias/Impala
| Ano  | Prémio                                | Resultado |
| ---- | ------------------------------------- | --------- |
| 2021 | Informação - Jornalista/Apresentadora | Indicado  |